# Osiedle Chabie
Osiedle Chabie usytuowane w południowej części miasta Sieradza wzięło nazwę od folwarku tej nazwy. Folwark ten założono na południe od Olędrów Dużych – wsi powstałej w XVIII w. na podmokłych nadrzecznych terenach według reguł prawa holenderskiego. Obszar folwarku ograniczały rozlewiska Żegliny od strony wschodniej, a trakt krakowski (dziś przedłużenie ul. Krakowskie Przedmieście) od strony zachodniej, na południu zaś przylegał on do pól należących do wsi Monice. Teren ten stanowi część pradoliny Warty i poprzerzynany jest strumieniami, później rowami, które odprowadzały nadmiar wody do Żegliny.
Obszar ten, dawniej porośnięty gatunkami roślin charakterystycznych dla terenów zalewowych, nosił nazwę Chabie przed jego rolniczym zagospodarowaniem. Chabie oznacza chwasty, różnego rodzaju gałęzie, powikłane korzenie lub chaszcze.
Grunty folwarku Chabie wydzielono z terenów należących do wsi Monice przylegających do Olędrów Dużych najprawdopodobniej w końcu XVIII w. lub dopiero na początku XIX w. Na najstarszych zachowanych planach Sieradza, np. wykonanym przez Prusaków planie z 1796 r. oraz "Planie m. Sieradza w Guberni Warszawskiej w pow. sieradzkim położonego" z 1823 r., folwark Chabie nie jest oznaczony. Najstarszy zapis w księdze wieczystej zaświadcza, iż "folwark, czyli dworek, zagospodarowania gospodarskie, rola, łąki i studnia Chabie zwany (...) posiada prawem własności Józef Zabierzewski – Porucznik i Komendant Oddziału Weteranów w Sieradzu stojącego, od przeszłej dziedziczki, Marianny z Dzwonkowskich Józefa Klemensa Luberackiego małżonki jego w asystencji i za zezwoleniem za zł. polskich 6000 srebrem, które zaraz wyliczył – kupił". Od Zabierzowskich folwark ten nabył 26 czerwca 1843 r. Maciej Godzicki. Smoczarscy, którzy byli właścicielami folwarku od 1916 r., powiększyli go o część dóbr "Monice B", zwanych w księdze wieczystej "Szubienicą". Był to obszar 16 ha 8207 m kw. położony pomiędzy ulicami: Krakowskim Przedmieściem a Józefa Oxińskiego, zajmowany obecnie przez osiedle im. Józefa Oxińskiego.
W 1934 r. St. Smoczarski wydzierżawił Chabie wraz z częścią majątku "Monice B" administracji więzienia w Sieradzu na gospodarstwo pomocnicze tej instytucji. Niemcy, którzy zastali tę sytuację w 1939 r., urządzili tu filię więzienia. Po zakończeniu wojny majątek podzielono na działki budowlane i utworzono w ten sposób dzielnicę domków jednorodzinnych, powstałych w większości w latach 60. XX w. Obszar dóbr zwanych "Szubienicą" został podzielony również na działki pod osiedle imienia dowódcy partii powstańczej z 1863-64 r. - Józefa Oxińskiego.